# Linea 1 (metropolitana di Valencia)
La linea 1 della metropolitana di Valencia proviene dalle linee FEVE Jesús - Villanueva de Castellón e Pont de Fusta - Bétera. Ha 40 stazioni, di cui 8 sotterranee (quelle tra le stazioni di Beniferri e Safranar).
Oltre a Bétera e Villanueva de Castellón, la linea 1 fornisce servizi brevi verso altre stazioni situate in zone con maggiore domanda di passeggeri. Queste altre stazioni terminali sono: Seminari-CEU, Empalme, València Sud, Torrente, Picasent e La Alcudia.
Le stazioni con il più alto afflusso di passeggeri sono Empalme, Àngel Guimerà e Jesús. Quest'ultimo si trova a soli 150 metri dalla stazione Valencia-Joaquín Sorolla di Adif.

## Storia
L'origine della linea deriva dalle vecchie linee trenet che collegavano le stazioni: Valencia - Pont de Fusta con Bétera (Zona Nord) e Valencia - Jesús con Villanueva de Castellón (Zona Sud). Il vecchio tracciato del trenet della linea Bétera insieme alla linea Liria partiva dalla stazione di Empalme dove entrambe le linee si univano alla stazione di Pont de Fusta, utilizzando la stessa piattaforma che oggi viene utilizzata per la linea 4 del tram che attraversa i quartieri di Benicalap e Marchalenes. I passeggeri provenienti dalle linee Bétera e Liria possono raggiungere la stazione di Pont de Fusta cambiando gratuitamente con la linea 4 della Metrovalencia alla stazione di Empalme. D'altra parte, il vecchio percorso del treno della linea Villanueva de Castellón correva in superficie lungo lo stesso percorso (oggi sotterraneo) della metropolitana dalla stazione di Sant Isidre alla vecchia stazione di Jesús.
Nel 1986 iniziarono i lavori per la costruzione di un tunnel che passava sotto Valencia per unire le vecchie linee che correvano tra Villanueva de Castellón e la stazione di Jesús, con le quali la città comunicava con le città di Liria e Bétera. Questo tunnel è stato inaugurato l'8 ottobre 1988 e comprende la sezione tra le stazioni di Ademús (Empalme prima del 1988 e dopo marzo 2001) e Sant Isidre.
Dopo l'inaugurazione è stato deciso di gestire autonomamente le filiali di Bétera e Liria, la seconda delle quali è conosciuta come linea 2, identificata con il colore verde. In seguito si decise di sfruttarla tutta come un'unica linea, la linea 1, formata da due rami. Dal marzo 2015 queste due linee sono state nuovamente gestite separatamente, con la linea 2 identificata come rosa.
A causa dell'inaugurazione del tunnel, il percorso delle vecchie linee per Liria e Bétera è stato modificato, poiché entrambi avevano come testa la stazione di Pont de Fusta nel centro della città. Pertanto, la sezione tra Empalme e Pont de Fusta è stata chiusa il 1 ° febbraio 1991 per essere convertita in una linea di tram che attualmente costituisce la linea 4 di Metrovalencia.
Il 3 luglio 2006, nel tratto tra le stazioni di Plaza de España e Jesús, si è verificato uno dei più gravi incidenti ferroviari in Spagna, che ha provocato 43 morti e 47 feriti di varia importanza. Furono le unità 3714 e 3736 a schiantarsi, provenienti da Liria, quindi stavano servendo la linea 2, in quel momento la linea 1.
Il 12 dicembre 2010, durante il mandato di Francisco Camps (PP)  come presidente del Consiglio Valenciano, i nomi di alcune stazioni della linea sono stati cambiati. Jesús è stato ribattezzato Joaquín Sorolla (in coincidenza con l'inaugurazione della stazione provvisoria ad alta velocità di Adif), mentre la stazione dell'ospedale è stata ribattezzata Safranar (il nome del quartiere in cui si trova). Questo cambio di nome ha provocato denunce da parte dell'Associazione delle vittime dell'incidente della metropolitana del 3 luglio 2006, dei partiti di opposizione e dei gruppi di quartiere. Hanno criticato il fatto che la modifica aiuterebbe a dimenticare l'incidente e, quindi, i dubbi su di esso che rimangono ancora da risolvere. A seguito di queste lamentele, il nome fu infine cambiato in Joaquín Sorolla - Jesús, lasciando la possibilità di recuperare il nome di Jesús quando la stazione temporanea ad alta velocità sarebbe stata smantellata. Il 30 giugno 2016, la stazione Jesús ha riacquistato il suo nome originale dopo quasi sei anni di cambiamento. Il Consell, sotto la presidenza di Ximo Puig (PSPV), ha annunciato il cambiamento in occasione del decimo anniversario dell'incidente.